# ハロルド・ランド
ハロルド・ランド（Harold Land、1928年12月18日 - 2001年7月27日）は、アメリカのハード・バップおよびポスト・バップのテナー・サクソフォーン奏者。ランドは、マックス・ローチ/クリフォード・ブラウン・バンドで演奏することで、自身のハード・バップを個性的でモダンなスタイルに発展させた。その彼自身による独創的で気まぐれなソロは、クリフォード・ブラウンの演奏能力にしばしば匹敵する。彼の口調は強く感情的だったが、内省的で気弱な面を垣間見せてもいた。

## 略歴
ランドはアメリカ合衆国テキサス州ヒューストンで生まれ、カリフォルニア州サンディエゴで育った。演奏を始めたのは16歳。1949年にサヴォイ・レコードにて、ハロルド・ランド・オールスターズのリーダーとして最初のレコーディングを行った。1954年にクリフォード・ブラウン/マックス・ローチ・クインテットに参加したことで、ハード・バップ/ビバップ・ムーブメントの最前線に立った。ランドとその家族は、1955年にサンディエゴからロサンゼルスへと引っ越した。そこで、カーティス・カウンスと演奏し、自身のグループを率い、ボビー・ハッチャーソン、ブルー・ミッチェル、レッド・ミッチェルと共同でグループを率いた。1970年代以降、彼のスタイルはジョン・コルトレーンの影響を示していた。
1980年代初頭から1990年代初頭にかけて、タイムレス・ジャズ・レコード・レーベルが後援するグループ、タイムレス・オールスターズで定期的に活動を行った。グループは、テナーのランド、ピアノのシダー・ウォルトン、ベースのバスター・ウィリアムス、ドラムのビリー・ヒギンス、トロンボーンのカーティス・フラー、バイブのボビー・ハッチャーソンで構成されていた。ランドはまた、この時期に自身のバンドでもツアーを行い、多くの場合、息子のハロルド・ランド・ジュニアがピアノで参加し、通常はボビー・ハッチャーソンとビリー・ヒギンズも参加した。この数年間、彼はロサンゼルス・エリアのマリナ・デル・レイにあるホップ・シンズや、サンフランシスコのキーストーン・コーナーで定期的に演奏を行った。
ランドは、カリフォルニア大学ロサンゼルス校の教授を務めた。1996年には、UCLAジャズ・スタディ・プログラムに講師として参加し、インストゥルメンタル・ジャズ・コンボを教えた。「ハロルド・ランドは、ジャズ・サックスの歴史における主要な貢献者の1人でした」と、UCLAジャズ・スタディ・プログラムの創設者兼ディレクターであるジャズ・ギタリストのケニー・バレルは述べている。
ランドは2001年7月、脳卒中により72歳で亡くなった。
プログレッシブ・ロック・バンドのイエスは、1969年の彼らの名を冠したデビュー・アルバムに「ハロルド・ランド」という曲を収録した。2010年9月20日のニュース/ブログ投稿で、ビル・ブルーフォードはこの曲について次のようにコメントしている。「ハロルド・ランドは今は亡くなっているハード・バップのテナー・サックス奏者ですが、なぜ彼にちなんだ曲名を付けたのかは思い出せません」。

## 演奏スタイル
ランドは、ハード・バップとモード・ジャズのパラダイムの中で、比類のないダークなトーンを持っていた。ランドはジョン・コルトレーンの音楽的革新を実装するようになったが、時間の経過とともに、これはコルトレーンの影響を受けたサックス奏者の持つより明るい調性とはますます対照的なものになっていった。ランドの「悲惨で陰気な（テナー・サックス・）サウンドは、リズム・アンド・ブルースとコールマン・ホーキンスとの間のどこかで始まり、1960年代初頭以降は、ジョン・コルトレーンのハーモニー、フレージング、およびモダリズムの実験にますます負っています」。

## ディスコグラフィ

### リーダー・アルバム
- 『ハロルド・イン・ザ・ランド・オブ・ジャズ』 - Harold in the Land of Jazz (1958年、Contemporary)
- 『ザ・フォックス』 - The Fox (1959年、HiFi Jazz)
- 『ウエスト・コースト・ブルース!』 - West Coast Blues! (1960年、Jazzland) ※with ウェス・モンゴメリー
- Eastward Ho! Harold Land in New York (1960年、Jazzland)
- 『ウィギン・アウト』 - Wiggin' Out (1960年、HiFi Jazz) ※with ジェリー・ウィギンス、ジャッキー・ミルズ
- 『ヒア・イェ!』 - Hear Ye! (1961年、Atlantic) ※レッド・ミッチェル・ハロルド・ランド・クインテット名義
- 『フォークの印象』 - Jazz Impressions of Folk Music (1963年、Imperial)
- 『ザ・ピースメーカー』 - The Peace-Maker (1967年、Cadet)
- 『ニュー・シェイド・オブ・ブルー』 - A New Shade of Blue (1971年、Mainstream)
- 『チョーマ (バーン)』 - Choma (Burn) (1971年、Mainstream)
- 『ダミシ』 - Damisi[7] (1972年、Mainstream)
- 『マペンジ』 - Mapenzi (1977年、Concord Jazz) ※with ブルー・ミッチェル
- 『テイク・エイム』 - Take Aim (1980年、Blue Note) ※1960年録音
- Xocia's Dance (1981年、Muse)
- 『トポロジー』 - Topology (1984年、Aketa's Disk) ※寺下誠・ミーツ・ハロルド・ランド名義
- A Lazy Afternoon (1995年、Postcards)
- Promised Land (2001年、Audiophoric)
- 『ウエストワード・バウンド』 - Westward Bound! (2021年、Reel To Real) ※1962年-1965年録音

### タイムレス・オールスターズ
- 『イッツ・タイムレス』 - It's Timeless (1982年、Timeless)
- 『タイムレス・ハート』 - Timeless Heart (1983年、Timeless)
- Essence (1986年、Delos)
- Time for the Timeless All Stars (1990年、Early Bird)
- 『オンケル・ポー・カーネギー・ホール-ハンブルグ 1982』 - At Onkel Pö's Carnegie Hall Hamburg 1982 (2019年、Jazzline)